# San Miguel de Allende
För andra betydelser, se San Miguel de Allende (olika betydelser).
San Miguel de Allende är en stad i delstaten Guanajuato i centrala Mexiko. Den har 62 864 invånare (2007), med totalt 141 373 invånare (2007) i hela kommunen San Miguel de Allende på en yta av 1 537 km². Staden grundades år 1542 och är belägen 1 870 meter över havet. Lokalt använder man ofta tillägget Fragua de la Independencia Nacional ungefär "självständighetens smedja", med anledning av dess centrala roll i 1810 års resning för Mexikanska frihetskriget. Staden hette förut "San Miguel el Grande", men döptes år 1826 om till "San Miguel de Allende", efter Ignacio Allende som föddes där.
En festival firas sista veckan i september varje år med bland annat tjurrusning. Staden är även känd för sina utsmyckade träportar och konstnärsverksamheten runt Instituto de las Bellas Artes ("Institutet för de sköna konsterna"). San Miguel de Allende har en stor koloni pensionerade amerikaner och kanadensare.